# Interstate Highway 495 (Capital Beltway)
Interstate Highway 495 er en hovedvej i Dwight D. Eisenhower National System of Interstate and Defense Highways i USA eller bare Interstate Highway System. Vejen, der også kaldes The Capital Beltway eller specielt i Washington D.C.-området, bare The Beltway, går rundt om Washington D.C. og nogle af byens forstæder i Maryland og Virginia i det østlige USA.
Ringvejen går gennem staterne Virginia og Maryland, men kommer også på en kort strækning inden for District of Columbia. Dette sker, hvor motorvejen krydser Potomacfloden via Woodrow Wilson Bridge.
I Maryland har vejen en mindre sidegren, der forbinder den med Clara Barton Parkway. Denne strækning kaldes Cabin John Parkway og anses af Marylands hovedvejsadministration som en del af Interstate systemet. Denne sidegren er nummereret med I-495X.

## Historie
Tilladelsen til at oprette The Capital Beltway, eller Circumferential Highway, som den dengang blev kaldt, blev givet i 1955, kort før Interstate Highway systemet blev vedtaget af den amerikanske kongres. Den første sektion af den 103 km lange ringvej blev åbnet i december 1961, og i august 1964 var vejen færdig.
Oprindeligt hed vejen I-495 på hele strækningen rundt om byen, men i 1977 blev den østlige del af vejen "omdøbt" til I-95, da planerne om at føre Interstate Highway 95 gennem Prince George's County i Maryland blev skrinlagt. Imidlertid havde vejens brugere svært ved at vænne sig til de to forskellige numre, og det gav tillige anledning til skiltningsproblemer. Således skrev journalisten Ron Schaffer i en artikel i avisen Washington Post den 25. juni 2006: "Der var skilte, der viste, at for at fortsætte på The Beltway", skulle man forlade motorvejen ved næste afkørsel, selv om det eneste man i virkeligheden skulle, var at fortsætte lige ud. På trods af en masse modstand fra bureraukrater lykkedes det til sidst at få dobbelt skiltning I-95/I-495 på strækningen." Denne ændring af skiltningen fandt sted i 1989.
Hvis man bevæger sig ad The Beltway med uret, kører man på Inner Loop, kører man mod uret er man på Outer Loop. Disse betegnelser er anført på skilte ved tilkørslerne til motorvejen. Også dette har skabt problemer, ikke mindst blandt bilister, som ikke er kendt i området, og som forestiller sig at Inner Loop og Outer Loop er to helt forskellige veje.

### Trafikproblemer
Vejen var oprindeligt tænkt som en omfartsvej for trafikanter, der færdedes langs den amerikanske østkyst, og som ellers skulle køre tværs igennem Washington D.C. Den voksende "interne" trafik i Washington på grund af en øget mængde af såvel boliger som virksomheder i byens forstæder, betød at ringvejen hurtigt blev en vigtig færdselsåre også for den lokale trafik. Mange store butikscentre, unddannelsesinstitutioner, sportsarenaer, koncertsale og meget andet blev opført i vejens nærhed, og det førte til en yderlige forøgelse af trafikmængden. Da boligpriserne i det sydvestlige Maryland samtidigt var langt lavere end priserne for tilsvarende boliger i det nordlige Virginia, fik det mange til at købe hus i Maryland og så pendle ad The Beltway til arbejdspladser i Virginia.
På trods af adskillige udvidelsesprojekter er den kraftige trafik på vejen fortsat et problem. Woodrow Wilson Bridge, hvor motorvejens seks spor skulle ledes ind i kun fire spor over broen var én af de værste flaskehalse, med køer der var adskillige kilometer lange i myldretiderne. I maj 2008 blev dette problem løst, da en ny 12-spors bro over Potomac blev åbnet.
Et studie over trafikflaskehalse i USA har to af vejens motorvejskryds med blandt de 20 værste flaskehalse i USA. Det drejer sig om motorvejskrydset mellem I-495 og Interstate Highway 270 i Montegomery County i Maryland, som er den 3. største flaskehals i USA. Næsten 245.000 biler passerer dette kryds hver dag. Det andet er krydset mellem I-495 og Interstate Highway 95 i Prince George's County, ligeledes i Maryland. Mere end 185.000 biler passerer dette kryds hver dag, hvilket gør det til den 11. største trafikflaskehals i USA. Et tredje motorvejskryds, mellem I-495, I-95 og Interstate Highway 395 i Springfield, Virginia, var tidligere nummer 5 på denne liste, men forberinger af krydset i 2007, har fjernet det fra Top 20.
I 2005 blev der indgået en kontrakt mellem Virginias Transportministerium og to entreprenørfirmaer om at bygge såkaldte HOT-spor mellem Springfield og Georgetown. Også Maryland overvejer at anlægge denne type vognbaner. Lokale pendlere er modstandere af pricinppet og kalder de pågældende vognbaner for "Lexus-Lanes", på grund af den forventede pris for at benytte disse vognbaner. Ombygningen vil betyde at mere end 50 broer, frakørsler og andre anlæg skal ombygges.
Disse HOT Lanes er første skridt i en plan om at øge fremkommeligheden på The Beltway. Andet trin går ud på at udvide vejen til 12 spor på hele strækningen. Dette har vakt protester blandt flere forskellige grupper, som har foreslået andre løsninger, blandt andet en udvidelses af Washingtons undergrundsbane.

## Frakørsler
Frakørselsnumrene på I-495 har gennemgået flere ændringer. Oprindeligt var alle frakørsler nummereret fortløbende i urets retning. Den frøste frakørsel var frakørslen til U. S. Highway 1 i Alexandria. Da den østlige del af The Beltway blev til I-95 i 1977, fik frakørslerne i Maryland ændret deres numre til det nuværende system, hvor nummereringen sker modsat urets retning, og hvor frakørslerne nummereres i henhold til de milepost's, der er i nærheden af. Det gav problemer, fordi der nu var frakørsler i Maryland som havde samme nummer, som frakørsler i Virginia. Omkring 2000 renummererede man derfor alle frakørslerne i Virginia. I dag er frakørslerne i Virgina mellem American Legion Memorial Bridge og Springfield Interchange en fortsættelse af de numre, som findes i Maryland mellem Woodrow Wilson Bridge og American Legion Memorial Bridge. Numrene mellem Springfield Interchange og Woodrow Wilson Bridge er en fortsættelse af frakørselsnumrene på I-95 i Virginia. Det er værd at bemærke at på The Beltway, kan der forekomme frakørsler i både højre og venstre side i vejens kørselsretning.
Nummereringen mod uret er i modstrid med den standard, som er fastsat af American Association of State Highway and Transportation Officials, men er accepteret for at skabe overnesstemmelse med nummereringen på I-95, som overholder standarden, og som betragtes som en overordnet vej i forhold til I-495.
Blandt de veje, som har til- og eller frakørsel til I-495 er Interstate Highway 66, I-95, Interstate Highway 270, Interstate Highway 295, Interststate Highway 395, U. S. Highway 1, U. S. Highway 29, U. S. Highway 50 og Virginia State Route 267 (Dulles Toll Road).

## Rutebeskrivelse
Både på en strækning i Maryland og på en tilsvarende strækning I Virginia deler I-495 vejbane med I-95.

### Maryland
Fra Woodrow Wilson Bridge fører I-95 og I-495 videre gennem Prince George's County. På denne strækning har vejen seks spor mod broens fire. De to veje følges ad videre forbi Joint Base Andrews, hvorefter vejen drejer mod nordvest gennem Greenbelt Park. Herefter drejer vejen i stik vestlig retning langs den nordlige kant af College Park, hvor den møder U.S. 1. Kort efter forlader I-95 The Beltwya og fortsætter ad sin egen vejbane, mens I-495 fortsætter mod vest. Vejen følger Rock Creek Park hvorefter den drejer mod nordvest og møder I-270. Kort efter drejer I-495 igen mod vest, og de to veje deles via en kompliceret Y-udfletning.
På en forholdsvis kort strækning er vejen udvidet til 10 spor, men når den krydser American Legion Memorial Bridge har den igen kun 6-spor.

### Virginia
Efter at være passeret ind i Virgina, fortsætter I-495 mod syd. Et stykke mod syd danner vejen et komplekst frakørselssystem med Virgina State Route 123, Virgina State Road 267 og Dulles Access Road. Den første udfletning er en direkte tilkørsel, mens den næste er et kløverbladsanlæg. Udfletningen ligger øst for forstaden Tyson's Corner, nær det store indkøbscenter Tyson's Corner Center.
Herfra forsætter vejen mod syd til den møder Virginia State Route 7 (Leesburg Pike), og kort efter I-66, hvortil der kun er frakørsel fra Inner Loop, mens trafikanter på Outer Loop må tage en omvej på omkring 5 miles via Dulles Access Road. Det samme gælder, hvis en bilist skal fra I-66 vest til I-495 nord. I så fald må man fortsætte ad I-66 til den næste frakørsel, og køre på I-66 igen i østgående retning.
Ved Springfield motorvejskrydset møder I-495 igen I-95 og de to deler vejbane resten af vejen gennem Virginia til Woodrow Wilson Bridge.